# Тимофей (Кетлеров)
Архиепископ Тимофей (в миру Трофим Тимофеевич Кетлеров или Котляров или Котлярев; 23 июля 1782, село Костыри, Смоленская губерния — 23 июля 1862, Поречская Ордынская пустынь, Смоленская губерния) — епископ Русской православной церкви, епископ Смоленский и Дорогобужский.

## Биография
Родился 23 июля 1782 года в селе Костыри Рославльского уезда Смоленской губернии, где отец его был священником.
После домашнего воспитания обучался в Смоленской духовной семинарии и из среднего отделения был отправлен в Московскую славяно-греко-латинскую академию.
По окончании учения в академии, в 1806 году, более 10 лет занимал должность учителя при Смоленской духовной семинарии в среднем и высшем грамматических классах, а по преобразовании её в 1817 году был определён инспектором и профессором философии.
18 ноября 1821 года был пострижен с именем Тимофей, рукоположен в иеродиаконы и 21 ноября — в иеромонахи.
9 июня 1822 года, возведён в сан архимандрита Смоленского Троицкого монастыря и вскоре перемещён в Харьков ректором Харьковского коллегиума. Значительное влияние оказал на него здесь Иван Борисов, впоследствии известный епископ Иннокентий, а также тогдашний харьковский преосвященный, которому Тимофей ежевоскресно должен был давать подробные отчёты по управлению коллегиумом.
Из Харькова в 1828 году был вызван в Санкт-Петербург на чреду священнослужения, и здесь митрополит Серафим (Глаголевский), знавший Тимофея в бытность свою в Смоленской епархии, пожелал иметь его викарием по Новгородской кафедре.
7 октября 1828 года Тимофей был хиротонисан во епископа Старыя Русы и Новгородской митрополии викария. Новый архиерей был при погребении императрицы Марии Феодоровны.
В это время Тимофей снискал расположение Императора Николая I в связи с известным возмущением военных поселян в 1831 года Граф Аракчеев, скрываясь от возмутившейся толпы, прожил несколько дней и ночей в Хутынском монастыре y Тимофея, переодетый в крестьянское платье. Когда на ближайшей панихиде по убитым во время возмущения иеродиакон возгласил «о убиенных рабех Божиих», Тимофей громко повелел говорить: о «невинно убиенных рабех Божиих». Между присутствовавшими поселянами произошло волнение, но Тимофей ещё громче повторил своё приказание и потом произнёс увещание на тему о раскаянии и признании вины, заключив: «Кровь невинных вопиет на вас пред Господом». Через два часа после панихиды прибыл на место происшествия Император Николай І и был свидетелем ещё продолжавшегося волнения. Наградой Тимофею был орден св. Анны 1-й степени, но без означения этого события в рескрипте.
В 1834 году Тимофей назначен был на Смоленскую кафедру. В этом назначении выразилась особая милость к нему Императора, ибо во избежание непотизма обычно не назначают епископов в места их рождения. Тимофей и сам был, по-видимому, не очень доволен назначением в родные места и первую свою проповедь начал словами: «Несть славен пророк в отечестве своем», которые ему впоследствии неоднократно приходилось повторять в оборону от своих многочисленных недоброжелателей, упрекавших его деятельность более всего за непотизм.
Служение епископа Тимофея смоленской церкви продолжалось ровно 25 лет. Его стараниями был обновлен и украшен Богоявленский собор (1840—1843), построен в нем придел во имя святого Меркурия, смоленского чудотворца (1843), двухэтажный корпус для Бельского духовного училища (1852). Главной заслугой Тимофея является учреждение женского духовного училища для девиц духовного звания при Вяземском Аркадьевском девичьем монастыре (1849), перемещённого в 1852 году в Смоленск. Усердно боролся против раскола, за что в 1855 году получил благодарность синода. В 1856 году награждён орденом св. Владимира большого креста, а 26 августа 1856 года пожалован в сан архиепископа.
Сохранившиеся отзывы свидетельствуют, что Тимофей в епархиальных делах был крайне недоверчив, так же как и в домашнем быту. Малейшая неприятность со стороны высшего правительства повергала его почти в болезненное состояние; он хотел, чтобы и мимолетная тень не падала на него и на окружающих его. Он никогда не печатал своих проповедей, иногда, по свидетельству его биографа, весьма красноречивых и содержательных, и не позволял печатать проповеди и другим. Особенным расположением его пользовались монастыри и монашествующие, почему его и называли «монахолюбивым». 31 мая 1848 года он разослал послание ко всем благочинным своей епархии с приглашением вдовых священнослужителей и церковников поступать в монашество.
В 1859 году Архиепископ Тимофей, по слабости здоровья и преклонности лет, просил синод об увольнении от управления епархиею. Для жизни на покое он построил себе ещё раньше дом с церковью в Бельской Красногородищенской пустыни, отличающейся прекрасным местоположением, но неудовольствие настоятеля пустыни на то, что постройка обезобразила монастырь и что сам он должен будет оставить настоятельство в случае переселения туда преосвященного, побудило Тимофея избрать местом своего покоя Ордынскую пустынь, в 50 верстах от Смоленска, куда и переселился в декабре 1859 года. Там и скончался 23 июля (по другим источникам 24 июля) 1862 года.